# Championnats d'Europe de boxe amateur 1967
Navigation
Édition précédente Édition suivante
La 17e édition des championnats d'Europe de boxe amateur s'est déroulée à Rome, Italie, du 25 mai au 2 juin 1967. 

## Résultats

### Podiums
| Catégories                    | Or                | Argent            | Bronze                             |
| Poids mouches (-51 kg)        | Hubert Skrzypczak | Constantin Ciucă  | Pyotr Gorbatov Engan Yadigar       |
| Poids coqs (-54 kg)           | Nicolae Giju      | Horst Rascher     | Nikola Savov Bruno Pieracci        |
| Poids plumes (-57 kg)         | Ryszard Petek     | Seyfi Tatar       | Ivan Michailov Jean-Louis De Souza |
| Poids légers (-60 kg)         | Józef Grudzień    | Zvonimir Vujin    | Dieter Dunkel László Gula          |
| Poids super-légers (-63,5 kg) | Valeriy Frolov    | Jerzy Kulej       | János Kajdi Peter Tiepold          |
| Poids welters (-67 kg)        | Bohumil Němeček   | Manfred Wolke     | Ion Hodosan István Gáli            |
| Poids super-welters (-71 kg)  | Viktor Ageyev     | Witold Stachurski | Ion Covaci Vojtech Stantien        |
| Poids moyens (-75 kg)         | Mario Casati      | Aleksey Kisselyov | Gheorghe Chivar Jan Hejduk         |
| Poids mi-lourds (-81 kg)      | Danas Pozniakas   | Peter Gerber      | Ion Monea Cosimo Pinto             |
| Poids lourds (+81 kg)         | Mario Baruzzi     | Peter Boddington  | Kiril Pandov Jürgen Schlegel       |

### Tableau des médailles
| Place | Pays                 | Médaille d'or, Europe | Médaille d'argent, Europe | Médaille de bronze, Europe | Total |
| ----- | -------------------- | --------------------- | ------------------------- | -------------------------- | ----- |
| 1     | Pologne              | 3                     | 2                         | 0                          | 5     |
| 2     | Union soviétique     | 3                     | 1                         | 1                          | 5     |
| 3     | Italie               | 2                     | 0                         | 2                          | 4     |
| 4     | Roumanie             | 1                     | 1                         | 4                          | 6     |
| 5     | Tchécoslovaquie      | 1                     | 0                         | 2                          | 3     |
| 6     | Allemagne de l'Ouest | 0                     | 2                         | 0                          | 2     |
| 7     | Allemagne de l'Est   | 0                     | 1                         | 3                          | 4     |
| 8     | Turquie              | 0                     | 1                         | 1                          | 2     |
| 9     | Angleterre           | 0                     | 1                         | 0                          | 1     |
| 9     | Yougoslavie          | 0                     | 1                         | 0                          | 1     |
| 11    | Bulgarie             | 0                     | 0                         | 3                          | 3     |
| 11    | Hongrie              | 0                     | 0                         | 3                          | 3     |
| 13    | France               | 0                     | 0                         | 1                          | 1     |
| Total | 13 pays médaillés    | 10                    | 10                        | 20                         | 40    |